# NGC 5095
NGC 5095 (również PGC 46561 lub UGC 8381) – galaktyka spiralna (S0-a), znajdująca się w gwiazdozbiorze Panny. Odkrył ją John Herschel 15 kwietnia 1828 roku.